# 顔面エピテーゼ

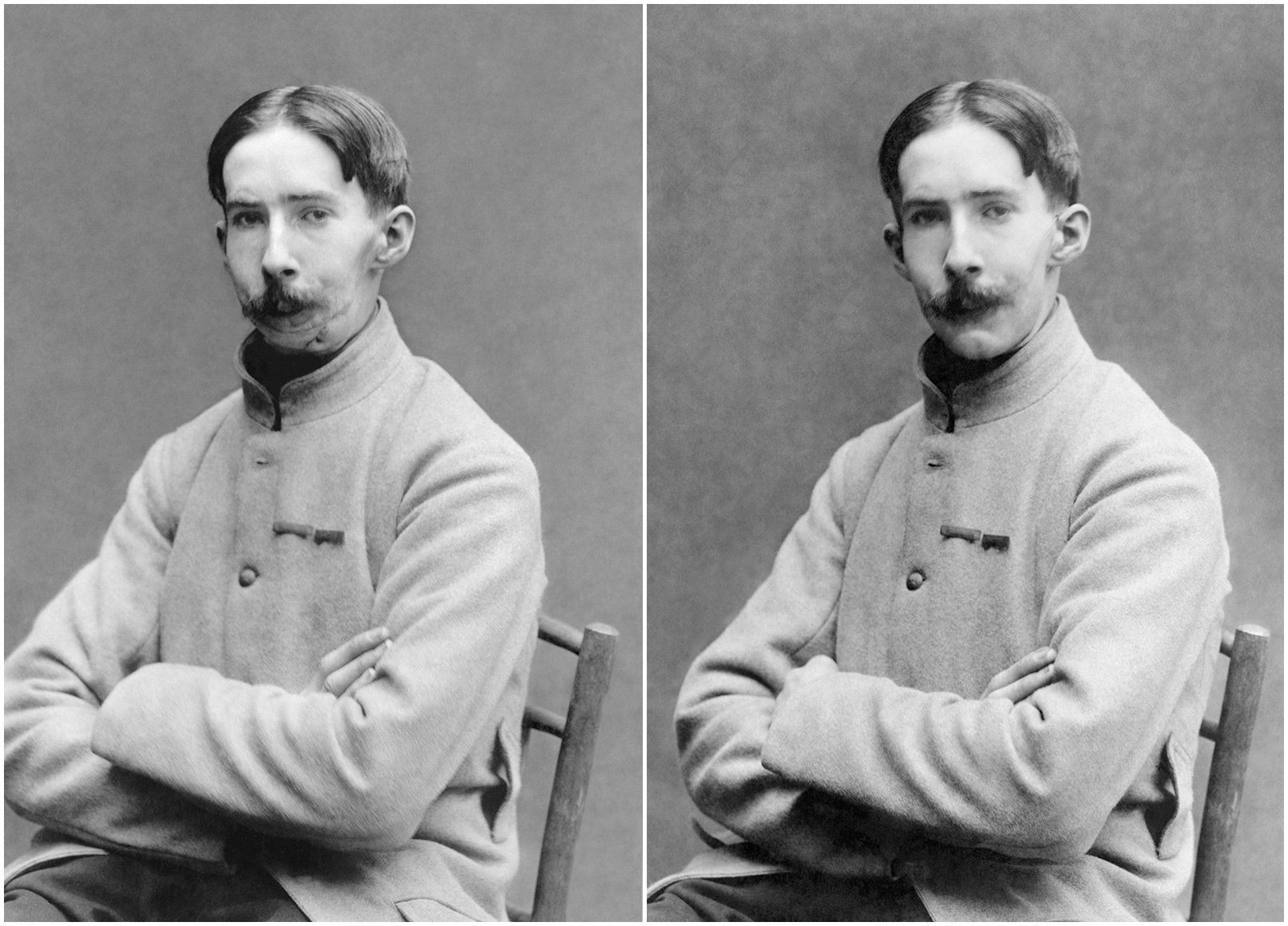
顔面エピテーゼ未着用時(左)と着用時(右)の比較。
頬から下顎にかけての欠損を補綴している。

顔面エピテーゼ（がんめんエピテーゼ）は、顎顔面領域に用いるエピテーゼのこと。
腫瘍、火傷、怪我、先天性などによる顔面部の欠損の補綴を目的としてものであり形成外科、口腔外科などで治療および研究開発が行われている。顔面エピテーゼには鼻エピテーゼ、耳エピテーゼなどがあり製作は義肢装具士、歯科技工士が担うことが多い。
現在日本ではエピテーゼは医療行為として認められておらず装身具扱いであり、保険対象外となる。その影響もあり近年まで日本では欧米に比べ症例数が少なく認知度は低かったが、歯科技工士を養成する広島大学歯学部口腔保健学科で顔面エピテーゼのカリキュラムが導入され技術者の養成が始まる
など広がりをみせつつあり、法整備が求められている。